# 三龍社
株式会社三龍社（さんりゅうしゃ、英: SANRYUSHA CO., LTD.）は、愛知県岡崎市に本社を置く焼却装置メーカーである。
明治から昭和初期にかけて県下最大規模の製糸会社であった。最盛期（1927年～1930年）は1,500の運転釜を有した。

## 概要
焼却装置のほか小型モーターやショット・ブラストの製造販売を行っている。また、デベロッパー事業では岡崎市内にある商業施設「コムタウン」の開発を手がけている。

## 沿革

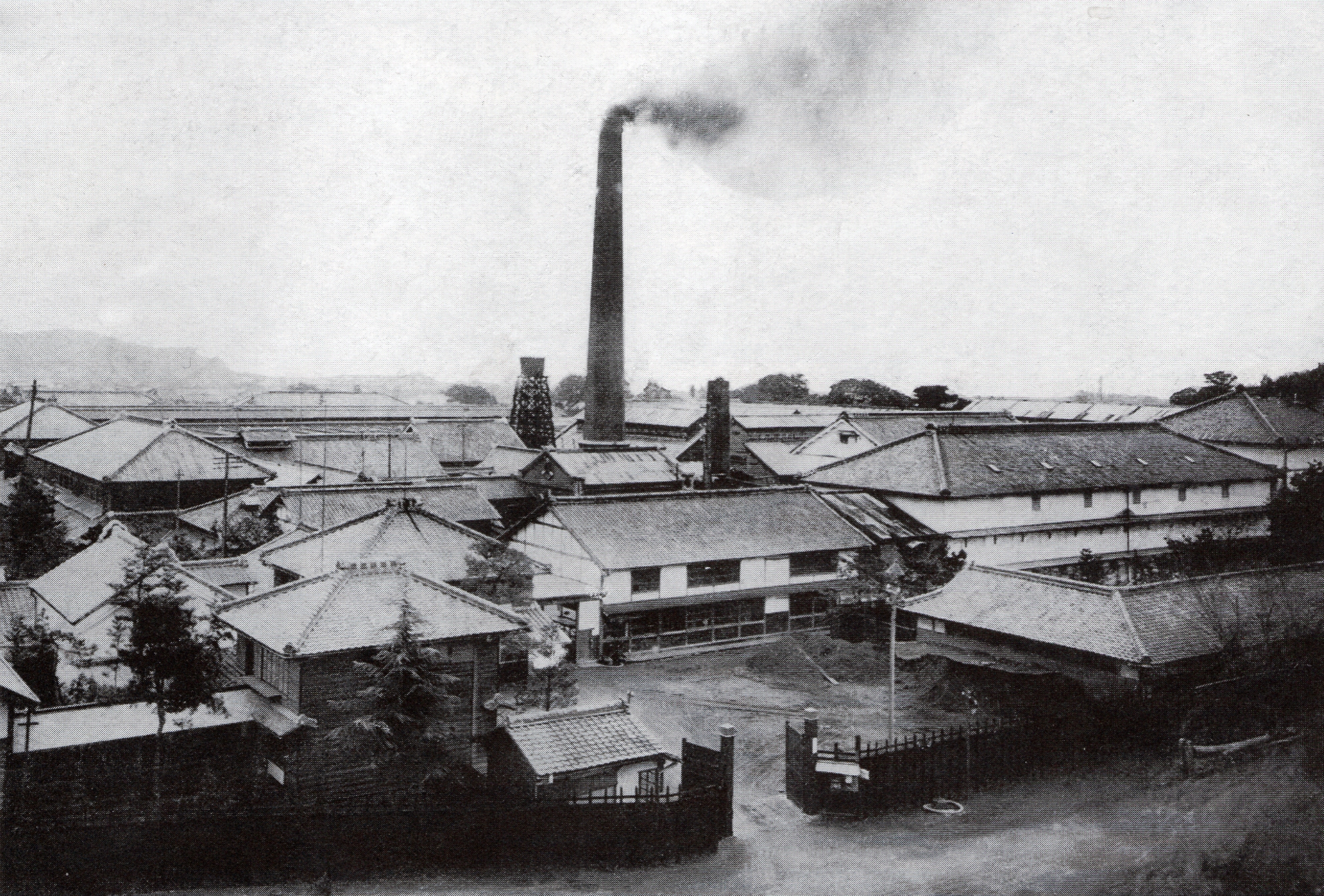
1928年頃の三龍社。

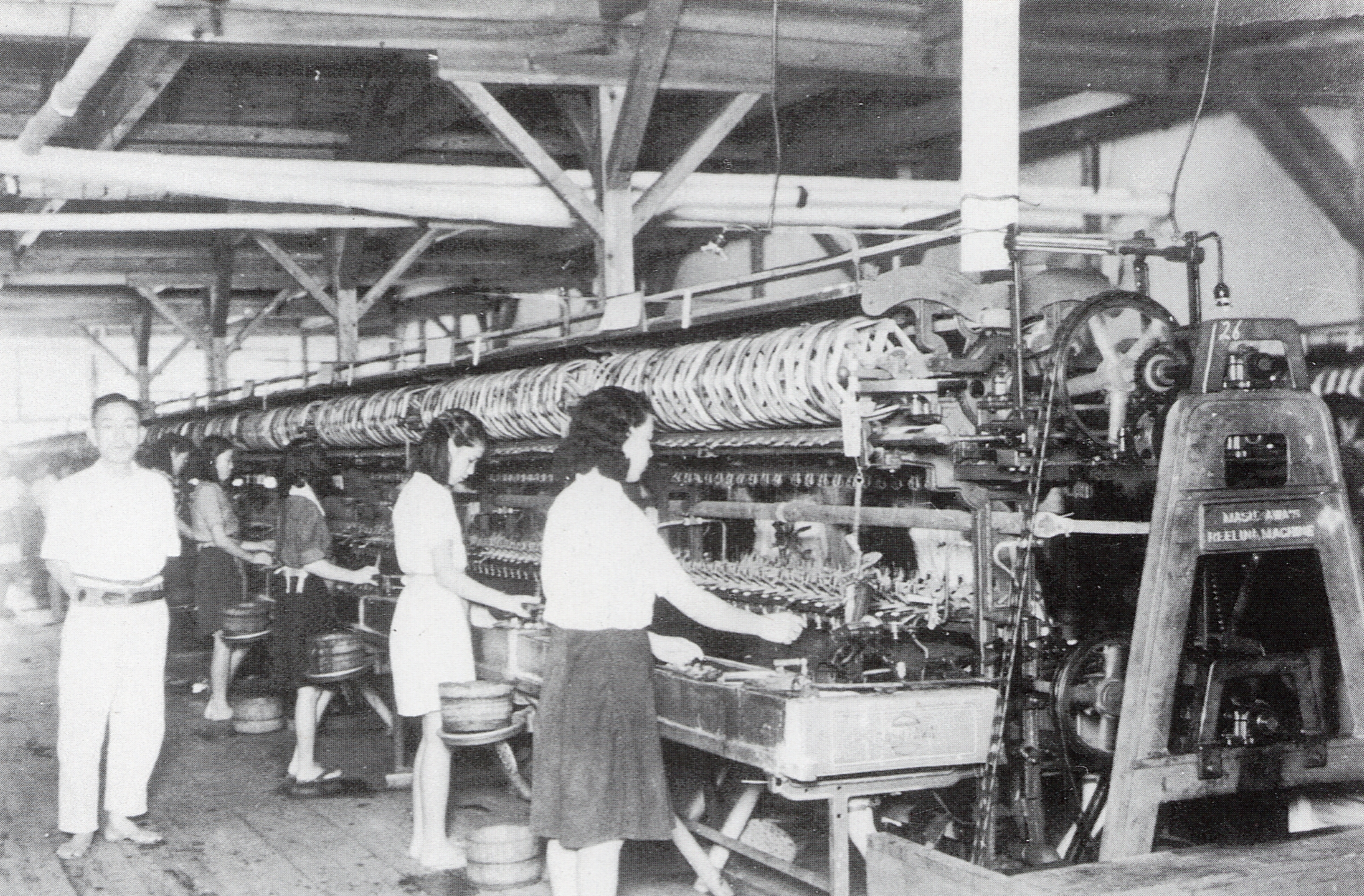
1948年頃の三龍社。

- 1897年（明治30年）6月1日 - 「合資会社三龍社」として創立。創立者は中津川村（現・岐阜県中津川市）出身の田口百三。
- 1910年（明治43年）11月19日 - 皇太子嘉仁親王（後の大正天皇）が行啓[4]。
- 1915年（大正4年） - 大正天皇の即位に伴う大嘗祭のための繪服の調製を命じられる[5]。
- 1923年（大正12年）5月21日 - 株式会社に組織変更し「株式会社三龍社」となる。
- 1928年（昭和3年）4月9日  - 昭和天皇の即位に伴う大嘗祭のための繪服の調製を命じられる[6][7]。
- 1994年（平成6年）5月31日 - デベロッパー事業としてダイエー岡崎店（ハイパーマート岡崎店）を開店。
- 2002年（平成14年）8月 - ダイエー岡崎店を閉店。
- 2003年（平成15年）3月 - 旧ダイエー岡崎店をコムタウンとして再オープン。

## 主な事業
- 燃焼装置事業
- モータ事業
- 電子機器事業
- ショットブラスト事業
- デベロッパー事業

## 事業所
- 本社・本社工場（愛知県岡崎市）
- 柱事業所（愛知県岡崎市）